# Rio do Peixe (vattendrag i Brasilien, São Paulo, lat -21,52, long -51,97)
Rio do Peixe är ett vattendrag i Brasilien.   Det ligger i delstaten São Paulo, i den södra delen av landet, 800 km sydväst om huvudstaden Brasília.
Området kring Rio do Peixe är glesbefolkat, med 13 invånare per kvadratkilometer.